# Jacob Levitzki
Jacob Levitzki (hebreu: יעקב לויצקי)  (Kherson, 17 d'agost de 1904 - Jerusalem, 25 de febrer de 1956) (també conegut com Yaakov Levitsky), va ser un matemàtic israelià.
Nascut a Kherson (actualment Ucraïna), de molt petit va traslladar-se amb la seva família a Tel-Aviv (Israel) quan la ciutat encara estava sota domini otomà. Després de fer els estudis secundaris al liceu hebreu Herzliya de Tel-Aviv, va anar a la universitat de Göttingen (Alemanya) amb la intenció d'estudiar química, però la intervenció del seu col·lega Binyamin Amirà i les classes magistrals d'Emmy Noether el van inclinar per les matemàtiques. El 1929 va rebre el doctorat amb una tesi dirigida per Noether i Landau. Després de breus estances a les universitats de Kiel i Yale, des del 1931 va ser professor a la universitat Hebrea de Jerusalem.
Influït per Emmy Noether, va fer les seves investigacions en el camp de l'àlgebra abstracta, especialment sobre la teoria dels anells no commutatius, on va obtenir resultats importants. En particular, és conegut pel seu teorema de 1939 (demostrat independentment per Charles Hopkins), que afirma que tot anell artinià d'esquerra és un anell noetherià.
El 1953, Levitsky va rebre el primer Premi Israel en el camp de les ciències exactes, juntament amb el seu deixeble Shimshon Amitsur.